# Liste der Resolutionen des UN-Sicherheitsrates (2023)
Diese Liste der Resolutionen des UN-Sicherheitsrates nennt die vom Sicherheitsrat der Vereinten Nationen im Jahr 2023 verabschiedeten Resolutionen
| Nummer | Datum         | Gegenstand | Mission          |
| ------ | ------------- | --- | ---------------- |
| 2672   | 9. Januar     | Die Situation im Nahen Osten |                  |
| 2673   | 11. Januar    | Gleichlautende Schreiben der Ständigen Vertreterin Kolumbiens bei den Vereinten Nationen vom 19. Januar 2016 an den Generalsekretär und die Präsidentschaft des Sicherheitsrats | UNMC             |
| 2674   | 30. Januar    | Die Situation in Zypern | UNFICYP          |
| 2675   | 15. Februar   | Die Situation im Nahen Osten |                  |
| 2676   | 8. März       | Berichte des Generalsekretärs über Sudan und Südsudan |                  |
| 2677   | 15. März      | Berichte des Generalsekretärs über Sudan und Südsudan | UNMISS           |
| 2678   | 16. März      | Die Situation in Afghanistan | UNAMA            |
| 2679   | 16. März      | Die Situation in Afghanistan |                  |
| 2680   | 23. März      | Nichtverbreitung/Demokratische Volksrepublik Korea |                  |
| 2681   | 27. April     | Die Situation in Afghanistan | UNAMA            |
| 2682   | 30. Mai       | Die Situation betreffend Irak | UNAMI            |
| 2683   | 30. Mai       | Berichte des Generalsekretärs über Sudan und Südsudan | UNITAMS          |
| 2684   | 2. Juni       | Die Situation in Libyen | UNSMIL           |
| 2685   | 2. Juni       | Berichte des Generalsekretärs über Sudan und Südsudan | UNITAMS          |
| 2686   | 14. Juni      | Verantwortung des Sicherheitsrats für die Wahrung des Weltfriedens und der internationalen Sicherheit                                                                           |                  |
| 2687   | 27. Juni      | Die Situation in Somalia | AMISOM           |
| 2688   | 27. Juni      | Die Situation betreffend die Demokratische Republik Kongo |                  |
| 2689   | 29. Juni      | Die Situation im Nahen Osten | UNDOF            |
| 2690   | 30. Juni      | Die Situation in Mali | MINUSMA          |
| 2691   | 10. Juli      | Die Situation im Nahen Osten | UNMHA            |
| 2692   | 14. Juli      | Die Situation in Haiti | BINUH            |
| 2693   | 27. Juli      | Die Situation in der Zentralafrikanischen Republik | MINUSCA          |
| 2694   | 2. August     | Gleichlautende Schreiben der Ständigen Vertreterin Kolumbiens bei den Vereinten Nationen vom 19. Januar 2016 an den Generalsekretär und die Präsidentschaft des Sicherheitsrats | UNMC             |
| 2695   | 31. August    | Die Situation im Nahen Osten | UNDOF            |
| 2696   | 7. September  | Die Situation in Somalia |                  |
| 2697   | 15. September | Bedrohungen des Weltfriedens und der internationalen Sicherheit |                  |
| 2698   | 29. September | Wahrung des Weltfriedens und der internationalen Sicherheit |                  |
| 2699   | 2. Oktober    | Die Situation in Haiti | BINUH            |
| 2700   | 19. Oktober   | Die Situation in Haiti | BINUH            |
| 2701   | 19. Oktober   | Die Situation in Libyen |                  |
| 2702   | 30. Oktober   | Die Situation in Libyen |                  |
| 2703   | 30. Oktober   | Die Situation betreffend Westsahara | MINURSO          |
| 2704   | 30. Oktober   | Gleichlautende Schreiben der Ständigen Vertreterin Kolumbiens bei den Vereinten Nationen vom 19. Januar 2016 an den Generalsekretär und die Präsidentschaft des Sicherheitsrats | UNMC             |
| 2705   | 31. Oktober   | Die Situation in Somalia |                  |
| 2706   | 2. November   | Die Situation in Bosnien und Herzegowina | Operation Althea |
| 2707   | 14. November  | Die Situation im Nahen Osten |                  |
| 2708   | 14. November  | Berichte des Generalsekretärs über Sudan und Südsudan | UNISFA           |
| 2709   | 15. November  | Die Situation in der Zentralafrikanischen Republik | MINUSCA          |
| 2710   | 15. November  | Die Situation in Somalia |                  |
| 2711   | 15. November  | Die Situation in Somalia |                  |
| 2712   | 15. November  | Die Situation im Nahen Osten |                  |
| 2713   | 1. Dezember   | Die Situation in Somalia |                  |
| 2714   | 1. Dezember   | Die Situation in Somalia |                  |
| 2715   | 1. Dezember   | Berichte des Generalsekretärs über Sudan und Südsudan | UNITAMS          |
| 2716   | 14. Dezember  | Verantwortung des Sicherheitsrats für die Wahrung des Weltfriedens und der internationalen Sicherheit                                                                           |                  |
| 2717   | 19. Dezember  | Die Situation betreffend die Demokratische Republik Kongo | MONUSCO          |
| 2718   | 21. Dezember  | Beobachtertruppe der Vereinten Nationen für die Truppenentflechtung | UNDOF            |
| 2719   | 21. Dezember  | Zusammenarbeit zwischen den Vereinten Nationen und den regionalen und subregionalen Organisationen bei der Wahrung des Weltfriedens und der internationalen Sicherheit          |                  |
| 2720   | 22. Dezember  | Die Situation im Nahen Osten |                  |
| 2721   | 29. Dezember  | Die Situation in Afghanistan |                  |